# Арлингтон (Массачусетс)
Арлингтон (англ. Arlington) — город в США, в округе Мидлсекс, штат Массачусетс. Население — 42 844 человек (2010).

## Демография
| Год переписи                       | Нас.  |  | %±    |
| ---------------------------------- | ----- |  | ----- |
| 1850                               | 2202  |  | —     |
| 1860                               | 2681  |  | 21,8% |
| 1870                               | 3261  |  | 21,6% |
| 1880                               | 4100  |  | 25,7% |
| 1890                               | 5029  |  | 22,7% |
| 1900                               | 8603  |  | 71,1% |
| 1910                               | 11187 |  | 30%   |
| 1920                               | 18665 |  | 66,8% |
| 1930                               | 36094 |  | 93,4% |
| 1940                               | 40013 |  | 10,9% |
| 1950                               | 44353 |  | 10,8% |
| 1960                               | 49953 |  | 12,6% |
| 1970                               | 53524 |  | 7,1%  |
| 1980                               | 48219 |  | −9,9% |
| 1990                               | 44630 |  | −7,4% |
| 2000                               | 42389 |  | −5%   |
| 2010                               | 42844 |  | 1,1%  |
| 2018                               | 45050 |  | 5,1%  |
| 1850–2018 * = population estimate. |       |  |       |

Согласно переписи 2010 года, в городе проживало 42 844 человека в 18 969 домохозяйствах в составе 10 981 семьи.
Расовый состав населения:
- 85,7 % — белых
- 8,3 % — азиатов
- 2,4 % — черных или афроамериканцев
- 0,1 % — коренных американцев
- 1,0 % — других рас

К двум или более расам принадлежало 2,5 %. Доля испаноязычных составляла 3,3 % от всех жителей.
По возрастному диапазону население распределилось следующим образом: 20,8 % — лица моложе 18 лет, 63,4 % — лица в возрасте 18-64 лет, 15,8 % — лица в возрасте 65 лет и старше. Медиана возраста жителя составляла 41,7 года. На 100 лиц женского пола в городе приходилось 86,8 мужчин; на 100 женщин в возрасте от 18 лет и старше — 83,9 мужчин также старше 18 лет.
Средний доход на одно домашнее хозяйство составил 131 213 доллары США (медиана — 103 594), а средний доход на одну семью — 164 083 доллара (медиана — 139 063). Медиана доходов составляла 88 921 доллар для мужчин и 73 362 доллара для женщин. За чертой бедности находились 5,2 % лиц, в том числе 3,8 % детей в возрасте до 18 лет и 10,2 % лиц в возрасте 65 лет и старше.
Гражданское трудоустроено население составляло 25 052 лица. Основные отрасли занятости: образование, охрана здоровья и социальная помощь — 30,4 %, ученые, специалисты, менеджеры — 23,7 %, производство — 8,5 %, финансы, страхование и недвижимость — 7,0 %.